# Кальгаев Антон Александрович
Анто́н Алекса́ндрович Кальга́ев (22 апреля 1984, Ленинград) — российский культуролог, куратор публичной программы Института медиа, архитектуры и дизайна «Стрелка», медиахудожник, участник арт-группы Gop-Art («Гоп-Арт»).

## Биография
Родился 22 апреля 1984 года в Ленинграде.
В 2006 году окончил факультет философии и политологии Санкт-Петербургского государственного университета (СПБГУ) по специальности «культурология».
В 2008 – 2011 годах преподавал в должности ассистента историю культуры на кафедре музейного дела и охраны памятников Философского факультета СПбГУ.
В 2009 году окончил аспирантуру кафедры теоретической и прикладной культурологии СПБГУ.
В 2009 – 2011 годах курировал выставки в молодёжном центре Государственного Эрмитажа, Государственном музее городской скульптуры в Санкт-Петербурге, выставочном зале «Арт-Центр» в Самаре.
В 2011– 2012 годах учился в студии «Провинция» Рема Колхаса в Институте медиа, архитектуры и дизайна «Стрелка». В рамках проекта «Русский арьергард» занимался исследованием российской провинции и писал о народном искусстве как одном из главных средств борьбы с поп-культурой.
С 2012 года по н. в. является сотрудником Института медиа, архитектуры и дизайна «Стрелка», в 2013 году был куратором публичной программы института.

## Достижения
В 2006 году участвовал с инсталляцией «Свет знания» в фестивале «Современное искусство в традиционном музее» на территории Музея истории СПбГУ.
В 2007 году выставлял собственную видео-инсталляцию «Оставленные на часах» в Архитектурно-художественном музее Кронштадта.
В 2008 году участвовал в выставке «Пацаны. Первая gop-art выставка» на молодёжной биеннале современного искусства «Стой, кто идет!» в Москве с инсталляцией «Жырный стол».
В 2009 году выставлял собственный проект «Европейские штандарты и Терминальные дары» в Базеле и Санкт-Петербурге.
В 2012 – 2013 годах принимал участие в реализации совместного проекта Института медиа, архитектуры и дизайна «Стрелка» и архитектурного бюро OMA «Hinterland» («Провинция») под руководством архитектора Рема Колхаса.
В 2014 году выступает одним из кураторов выставки «Fair Enough» («Вполне справедливо») в рамках Российского павильона на XV Международной архитектурной биеннале в Венеции, которая пройдет с 7 июня по 23 ноября 2014 года.

## Выставочные проекты
В 2006 году выступал сo-куратором выставки Леонида Яценко «География».
В 2009 году сделал выставку «Ленинград. Семейный альбом» совместно со студентами Кафедры музейного дела СПбГУ в Молодёжном центре Государственного Эрмитажа.
В 2010 году выступал сo-куратором и автором экспозиции «Новый формализм» в Государственном музее городской скульптуры в Санкт-Петербурге.
В 2010 году курировал международный фото-проект «Дезориентация» в Арт-Центре Самары.
В 2011 году выступал куратором выставки Катерины Белкиной «Empty spaces» в галерее «Fotoloft» в Москве, а также куратором ретроспективы «Новый Эрмитаж» Юрия Молодковца в Арт-Центре Самары.